# Madupat
Madupat is een bestuurslaag in het regentschap Sampang van de provincie Oost-Java, Indonesië. Madupat telt 9646 inwoners (volkstelling 2010).